# Rank hjørneklap
Rank Hjørneklap (Erysimum strictum) (tidligere også Rankskulpet hjørneklap, og på latin Erysimum hieracifolium L),  er en planteart i slægten Hjørneklap, Erysimum i Korsblomst-familien. Det er den eneste forekommende i hjørneklapslægten i Danmark.
Rank hjørneklap er en to- eller flerårig urteartet vækst, som normalt når en højde af 15 til 125 cm. På den kraftige stilk sidder lancetformede ovale blade. De lavere er tandede. Bladene er omtrent 5 til 6 gange så lange som de er brede. Hårene er sammensatte af oftest 3 delhår. Det forekommer også 2, 4 og 5 delhår.
De store, guldgule kronblade der er beklædt med stjernehår,  bliver 8 til 10 mm, mens bægerbladene bliver 5 til 8 mm lange.
Den opretstående og skaftede frugt har form af en 30 til 55 mm lang skede. De går ud fra stilken med en vinkel på omkring 30 grader. Rank hjørneklaps blomstringstid omfatter hovedsagelig månederne juni indtil august.
Den vokser på tørre marker, i skovkanter, bjerge og skråninger, men også på brakjord.
Rank hjørneklap forekommer naturligt i Nord- og Centraleuropa. Bestanden i Danmark  er stabil, men den er regnet som en truet art på den danske rødliste.